# 特魯斯頓級驅逐艦
特魯斯頓級驅逐艦（英語：Truxtun class destroyer）是美國第一批設計的驅逐艦。汲取美西戰爭經驗，美國海軍在1899年獲經費建造16艘「魚雷驅逐艦」，其中13艘即為班布里奇級驅逐艦，而餘下3艘則為特魯斯頓級。

## 設計及服役簡要

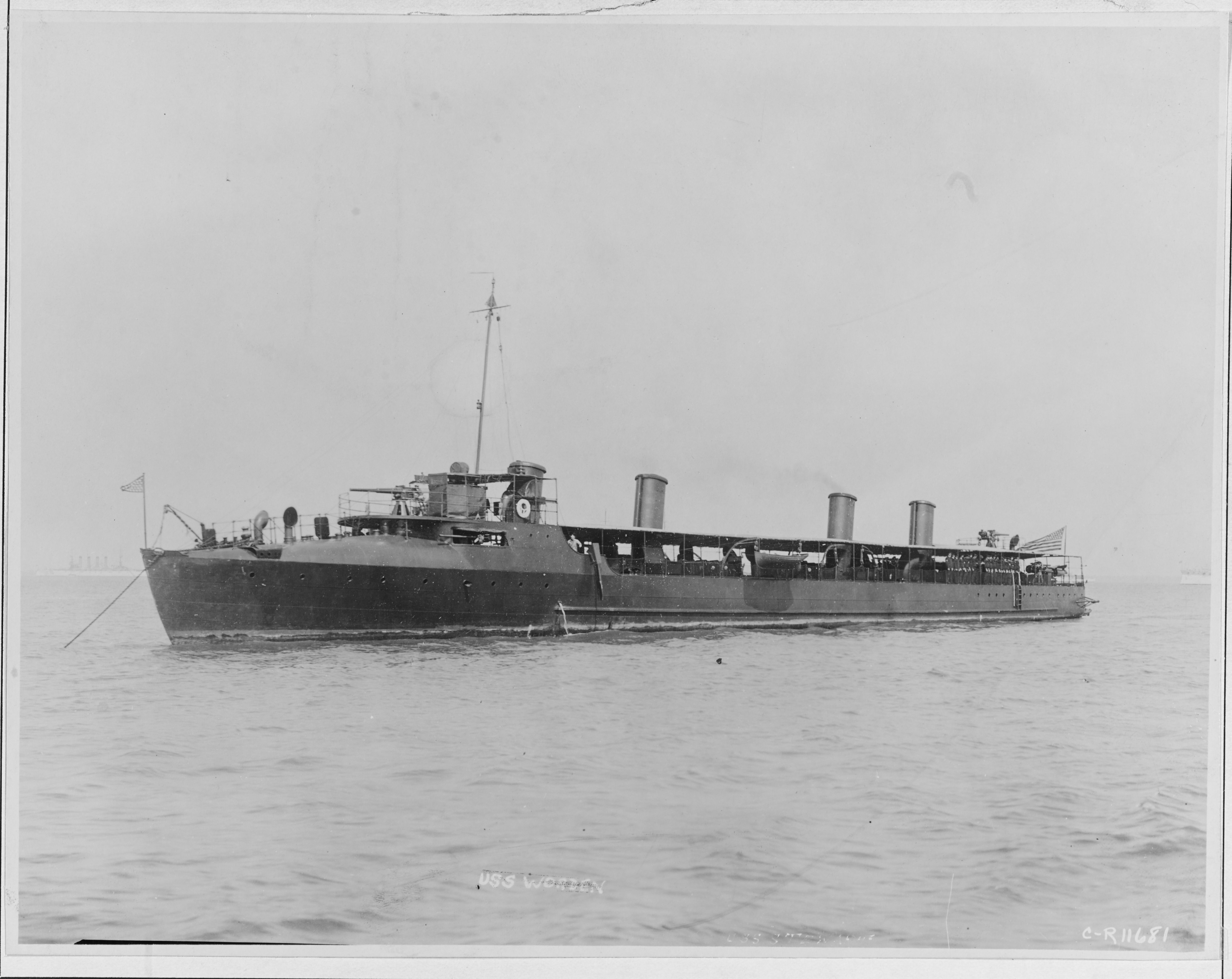
沃登號正在停泊。相中可見艦橋指揮塔的3吋炮，而艦橋下方幾乎被「龜背」甲板完全覆蓋，僅在左右各一開口，供2門6磅炮活動。沿著艦橋後方的帆布，可看到4支煙囪以2支為一組，前後區隔排列；第四支煙囪後方，為艦艉指揮塔的3吋炮。特魯斯頓級全艦共有6門6磅炮，較官方設計的班布里奇級多1門。

特魯斯頓級的整體設計，基本上與班布里奇級無異，本應亦歸入班布里奇級之內。班布里奇級的官方設計整體是以魚雷艇為藍本，在前甲板增設一座艦橋。2門3吋/50火炮分別安裝在艦橋及艦艉指揮塔，艦橋指揮塔左右開孔，各安裝1門6磅炮，餘下3門6磅炮則置於艦體中央及艦艉。艦體中央為4支煙囪（連接4座鍋爐），以2支為一組前後區隔排列（每2座鍋爐連接1座輪機），而每組煙囪中間各設1座魚雷發射管。
然而，美國國會在批出首16艘驅逐艦的經費時，刻意將建造合約分散，而各造船廠在建造艦艇時，又採用偏離官方的設計方案。馬利蘭鋼鐵造船廠獲得特魯斯頓號、惠普爾號及沃登號（DD-14至DD-16）三艦的合約。相對官方設計而言，三艦均有「龜背」狀的前部甲板，以連接艦艏與艦橋，並且安裝了多1門6磅炮。至於相對其他私人設計的班布里奇級，特魯斯頓級的「龜背」甲板掩蓋整個艦橋底部，而2門6磅炮則以向下開孔方式懸吊，再指向左舷與右舷。
3艘特魯斯頓級俱於1899年開始建造，在1902年至1903年間陸續服役。不久這批驅逐艦聯同班布里奇級，組成海軍首批魚雷戰隊（Torpedo Flotila），分別在太平洋及大西洋艦隊服役。特魯斯頓級同時具備相對優越的遠洋航行及續航能力，為日後海軍設計驅逐艦設下標準。
特魯斯頓級的性能在1910年代早已過時，但三艦在第一次世界大戰期間，仍被派往大西洋護航商船。戰後特魯斯頓級全數被海軍出售予費城一商人，並被改裝為水果運輸艦，拆解時間未明。